# Casbia aviata
Casbia aviata är en fjärilsart som beskrevs av Walker 1861. Casbia aviata ingår i släktet Casbia och familjen mätare. Inga underarter finns listade i Catalogue of Life.